# World Monuments Fund
World Monuments Fund är en privat internationell organisation med säte i New York i USA, med syfte att bevara historiska minnesmärken och miljöer. Den har lokala avdelningar i bland annat Kambodja. Frankrike, Peru, Portugal, Spanien och Storbritannien.
World Monuments Fund grundades 1965 av den pensionerade amerikanske arméöversten James A. Gray (1909–1994) med syfte att rädda Lutande tornet i Pisa genom att stabilisera grunden under det. Som sitt första projekt engagerade sig organisationen i klippkyrkorna i Lalibela i Etiopien i samarbete med UNESCO. Därefter arbetade World Monuments Fund med moai-stenhuvudena på Påskön och, tillsammans med UNESCO, i skyddsåtgärder mot översvämning i Venedig.

## World Monuments Watch
Sedan 1996 publicerar World Monuments Fund vartannat år World Monuments Watch, en lista på de mest hotade kulturminnesmärkena i världen, där lokala grupper arbetar för att skydda objekten. I listan för 2020 tas upp bland andra Nationalparken Rapa Nui på Påskön (erosion), Urubambadalen i Peru (turism), Woolworth Building i San Antonio i Texas i USA (rivning) och gamla vattensystem på Deccan-platån i Indien (bristande underhåll).

## Modernism Prize
Tillsammans med det amerikanska möbelföretaget Knoll delar World Monuments Fund sedan 2008 vartannat år ut Modernism Prize för insatser för att rädda byggnadsverk enligt modernistisk tradition:
- 2008: "Brenne Gesellschaft von Architekten mbH" för restaureringen av den tidigare Bundesschule des Allgemeinen Deutschen Gewerkschaftsbundes i Bernau bei Berlin i Tyskland[1]
- 2010: "Bierman Henket Architecten" och "Wessel de Jonge Architecten" för restaureringen av Zonnestraals sanatorium i Hilversum i Nederländerna[2]
- 2012: "Architectural Consortium for Hizuchi Elementary School" för restaureringen av Hizuchis grundskola i Yawatahama i Japan[3]
- 2014: "Finlands kommitté för att restaurera Viborgs bibliotek" för restaureringen av Viborgs bibliotek i Viborg av Alvar Aalto[4]
- 2016 "Molenaar & Co. architecten", "Hebly Theunissen architecten" och "Michael van Gessel landscapes" för upprustningen av Justus van Effenbyggnadskomplexet i Rotterdam i Nederländerna[5]
- 2018 "Agence Christiane Schmuckle-Mollard" för restaureringen av Karl Marx-skolan i Villejuif i Frankrike[6]